# Monti Brahui Centrali
I monti Brahui Centrali sono una diramazione meridionale dell'Himalaya situata al centro dell'altopiano del Belucistan, in Pakistan. 
Si estendono in direzione nord-sud per circa 360 km dai fiumi Pishīn Lora e Zhob al fiume Mūla. La catena è costituita da una serie di creste calcaree parallele ricoperte da foreste di ginepro che circondano strette vallate, con andamento nord-sud tra Mūla e Quetta che svolta nettamente verso est/sud-est poco a nord di Quetta per andare a congiungersi ai monti Sulaimān. 
Le cime superano generalmente i 1.800 m e tendono gradualmente a divenire più basse verso sud; le vette più elevate sono il Khalifat (3.487 m) e lo Zarghūn (3.578 m) a nord di Quetta. I passi principali che li attraversano sono il Bolān, l'Harnai e il Mūla. Le tribù brahui predominano nella parte meridionale, mentre a nord sono maggiormente diffusi i pashtun, prevalentemente della tribù Kākaṛ.